# Амін Хаммас
Амін Хаммас (араб. امين خاماس, нар. 6 квітня 1999, Румст) — марокканський футболіст, захисник кіпрського клубу «Омонія».
Виступав, зокрема, за клуби «Генк» та «Аполлон» (Лімасол).
Чемпіон Кіпру.

## Ігрова кар'єра
Народився 6 квітня 1999 року в місті Румст. Вихованець футбольної школи клубу «Генк». Дорослу футбольну кар'єру розпочав 2017 року в основній команді того ж клубу, в якій провів один сезон, взявши участь у 13 матчах чемпіонату. 
Згодом з 2018 по 2021 рік грав у складі команд «Ден Босх», «Ломмел» та «Васланд-Беверен».
До складу клубу «Аполлон» приєднався 2021 року. Станом на 6 вересня 2022 року відіграв за клуб з Лімасола 32 матчі в національному чемпіонаті.

## Статистика виступів

### Статистика клубних виступів
| Сезон             | Команда           | Чемпіонат         | Чемпіонат | Чемпіонат | Національний кубок | Національний кубок | Національний кубок | Континентальні кубки | Континентальні кубки | Континентальні кубки | Інші змагання | Інші змагання | Інші змагання | Усього | Усього | Усього |
| Сезон             | Команда           | Ліга              | Ігор      | Голів     | Ліга               | Ігор               | Голів              | Ліга                 | Ігор                 | Голів                | Ліга          | Ігор          | Голів         | Ігор   | Голів  |        |
| ----------------- | ----------------- | ----------------- | --------- | --------- | ------------------ | ------------------ | ------------------ | -------------------- | -------------------- | -------------------- | ------------- | ------------- | ------------- | ------ | ------ | ------ |
| 2017–18           | «Генк»            | Д1                | 13        | 0         | КБ                 | 2                  | 0                  |                      | -                    | -                    |               | -             | -             | 15     | 0      |        |
| 2018–19           | «Ден Босх»        | 1D                | 27        | 1         | КН                 | 2                  | 0                  |                      | -                    | -                    |               | -             | -             | 29     | 1      |        |
| 2019–20           | «Ломмел»          | D2                | 20        | 0         | КБ                 | 1                  | 0                  |                      | -                    | -                    |               | -             | -             | 21     | 0      |        |
| 2020–21           | «Васланд-Беверен» | Д1                | 12        | 0         | КБ                 | 0                  | 0                  |                      | -                    | -                    |               | -             | -             | 12     | 0      |        |
| Усього за кар'єру | Усього за кар'єру | Усього за кар'єру | 72        | 1         |                    | 5                  | 0                  |                      | -                    | -                    |               | -             | -             | 77     | 1      |        |

## Титули і досягнення
- Чемпіон Кіпру (1):

«Аполлон»: 2021-2022
- Володар Суперкубка Кіпру (1):

«Аполлон»: 2022